# Аслаєво (Абзеліловський район)
Асла́єво (рос. Аслаево, башк. Аһылай) — присілок у складі Абзеліловського району Башкортостану, Росія. Входить до складу Баїмовської сільської ради.
Населення — 397 осіб (2010; 402 в 2002).
Національний склад:
- башкири — 100%